# Дисциплінарний статут
Дисциплінарний статут— один із чотирьох статутів Збройних Сил України, затверджений Законом України «Про Дисциплінарний статут Збройних Сил України» N 551-XIV від 24.03.1999 р. (зі змінами та доповненнями), що визначає сутність військової дисципліни, обов'язки військовослужбовців щодо її додержання, види заохочень та дисциплінарних стягнень, права командирів щодо їх застосування, а також порядок подання і розгляду заяв, пропозицій та скарг.

## Дія статуту
Усі військовослужбовці Збройних Сил України незалежно від своїх військових звань, службового становища та заслуг повинні неухильно керуватися вимогами цього Статуту. Положення Статуту поширюються на громадян, звільнених з військової служби у відставку або у запас з правом носіння військової форми одягу, під час носіння ними військової форми одягу.
Статут обов'язковий для всіх військових частин, штабів, організацій, установ і військово-навчальних закладів Збройних Сил України. Дія Статуту поширюється на Державну прикордонну службу України, Службу безпеки України, Національну гвардію України та на інші військові формування, створені відповідно до законів України, Державну спеціальну службу транспорту, Державну службу спеціального зв'язку та захисту інформації України.
- Дивись також: Дисциплінарний статут Національної поліції України [Архівовано 11 січня 2019 у Wayback Machine.] (текст на сайті Верховної Ради України).

## Структура
- Загальні положення. Військова дисципліна [3]  — визначення терміну; на чому ґрунтується Військова дисципліна; чим досягається і що зобов'язує кожного військовослужбовця.
- Розтлумачення поняття наказу у збройних силах [4]; права та обов'язки військовослужбовців щодо віддання та виконання наказів.
- Порядок і права щодо застосування заохочень і накладення дисциплінарних стягнень.
- Порядок виконання дисциплінарних стягнень.
- Облік заохочень та дисциплінарних стягнень із зразками документів обліку та порядком їх ведення.
- Порядок подання та розгляду пропозицій, скарг та заяв.